# 7400系列

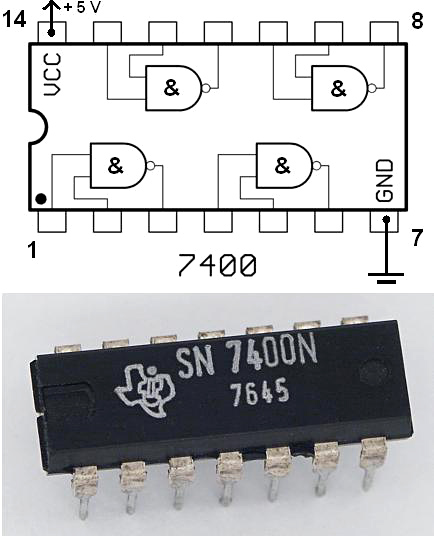
7400 積體電路的接腳圖（上）與實體照片（下），晶片內部包含四組 TTL 的与非门（NAND 閘）。 型號的 SN 字頭表示這屬於德州儀器公司的 7400 系列。 字尾由廠商自訂，此處 N 代表塑料材質的雙列直插封裝（PDIP）封裝。 第二行的數字 7645 是生產日期碼，代表 1976 年第 45 週。

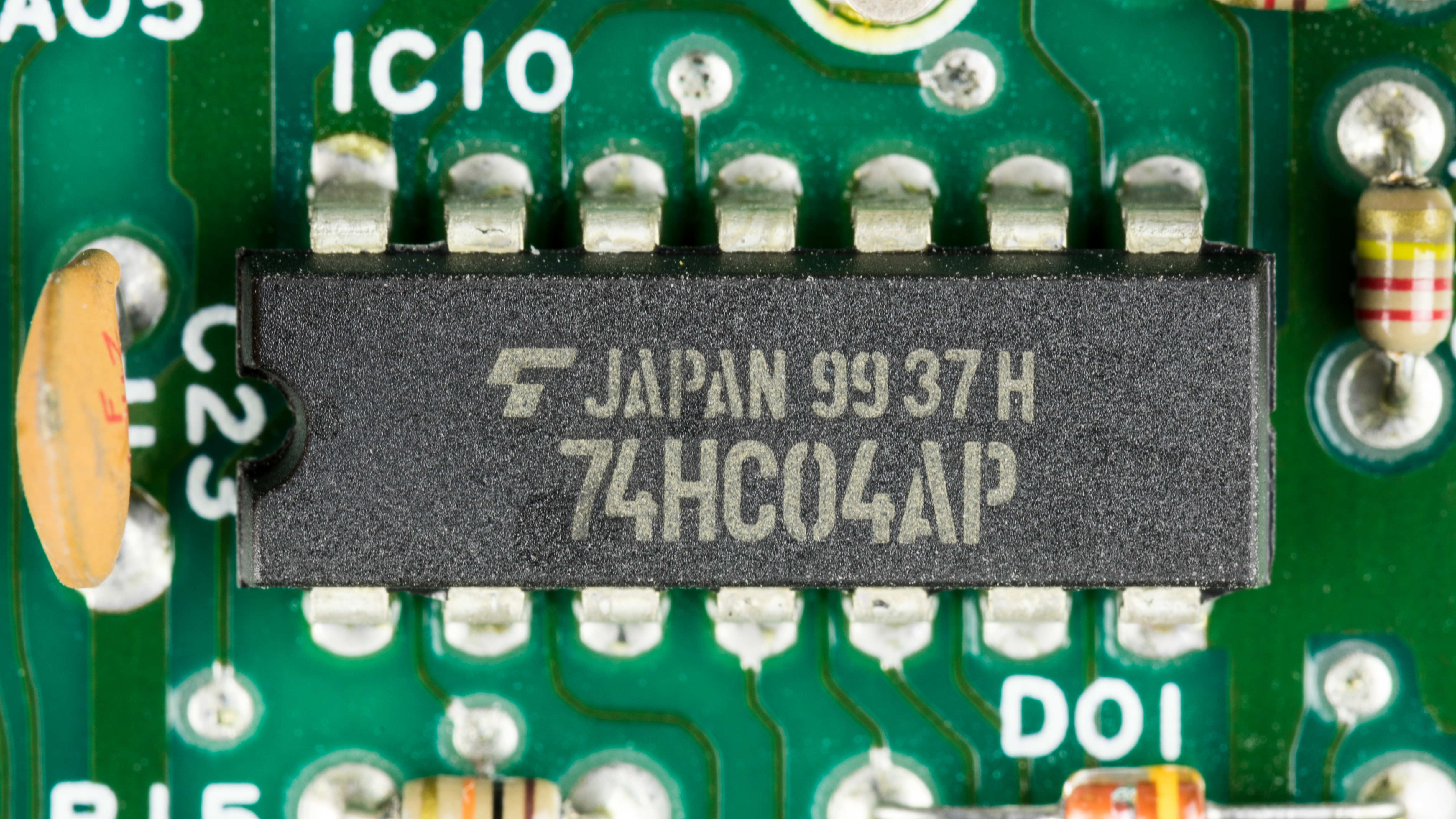
屬於高速 CMOS 邏輯 IC 系列的 74HC04

7400系列是历史上使用最为广泛的一系列晶体管－晶体管逻辑（transistor-transistor logic, TTL）集成电路。它最初由德州仪器公司制造，在1960年代和1970年代被用于构架小型和主板计算机。后来，引脚兼容的若干代后续产品成为了电子元件的“标准”，繼續在 CMOS 邏輯 IC 家族中被廣泛使用，例如 74HC/HCT00 系列等等。